# Pentapycnon magnum
Pentapycnon magnum är en havsspindelart som beskrevs av Stiboy-Risch, C. 1994. Pentapycnon magnum ingår i släktet Pentapycnon och familjen Pycnogonidae. Inga underarter finns listade i Catalogue of Life.